# Guillermo Muñoz Zúñiga
Guillermo Muñoz Zúñiga (Santiago, 17 de junio de 1937) es un contador y político chileno. Fue intendente de la provincia de Talca y diputado del Partido Socialista en 1973.

## Biografía
Hijo de Julio Muñoz Muñoz y Guillermina Zúñiga Rivera. Se casó con Eliana Gutiérrez Pérez y tuvieron cuatro hijos.
Estudió en Instituto Superior de Comercio de Talca donde obtuvo el título de contador. En 1957 presidió el Centro General de Alumnos y entre 1956 a 1958 fue dirigente de la Federación de Estudiantes de Talca.
Ingresó a la Juventud Socialista en 1958. En 1958 ocupó el cargo de jefe de Núcleo y secretario Seccional de Talca. Posteriormente, entre 1963 y 1969, asumió la secretaría Seccional en Molina y entre 1965 a 1971, fue secretario regional por Talca. En 1965 se desempeñó como secretario de Finanzas del Consejo Departamental de Lontué, Molina y colaboró en la Central Única de Trabajadores (CUT).
Colaborador del gobierno de la Unidad Popular, el 1 de julio de 1971 fue nombrado intendente de la provincia de Talca, cargo que ejerció hasta el 3 de noviembre de 1972.
En 1973 fue elegido como diputado por la 12.ª Agrupación Departamental de Lontué, Curepto y Talca. Su periodo fue interrumpido por el Golpe de Estado del 11 de septiembre de 1973.
En 1980, en plena dictadura militar, fue detenido tras ser acusado de pertenecer a un supuesto «grupo extremista» en Talca. Logró salir a España en 1983 gracias a las gestiones realizadas por las autoridades españolas y la intervención del diputado socialista Txiki Benegas.

## Resultados electorales

### Elecciones parlamentarias de 1973
- Elecciones parlamentarias de 1973, por la 12° Agrupación Departamental (Talca, Curicó y Lontué)

| Candidato                                 | Partido                    | Votos  | %       | Resultado |
| ----------------------------------------- | -------------------------- | ------ | ------- | --------- |
| A. Confederación de la Democracia         |                            |        |         |           |
| Silvio Rodríguez Villalobos               | PN                         | 11 076 | 13,01   | Diputado  |
| Manuel Gamboa Valenzuela                  | PN                         | 8724   | 10,25   | Diputado  |
| René Lagos Rojo                           | DR                         | 3376   | 3,97    |           |
| Renato Guerra Estévez                     | PDC                        | 8625   | 10,13 % |           |
| Gustavo Ramírez Vergara                   | PDC                        | 10 788 | 12,67   | Diputado  |
| Votos de Lista                            | CODE                       | 514    | 0,60    |           |
| B. Unidad Popular                         |                            |        |         |           |
| Julio Campos Ávila                        | PCCh                       | 16 724 | 19,65   | Diputado  |
| Guillermo Muñoz Zúñiga                    | PS                         | 16 904 | 19,86   | Diputado  |
| Francisco Vio Grossi                      | MAPU                       | 4633   | 5,44    |           |
| Manuel Martínez Salvo                     | API                        | 368    | 0,43    |           |
| Juan Marín Cárdenas                       | PR                         | 2662   | 3,13    |           |
| Votos de Lista                            | UP                         | 722    | 0,85    |           |
| Votos válidamente emitidos                | Votos válidamente emitidos | 85 116 | 97,89   |           |
| Votos nulos                               | Votos nulos                | 1148   | 1,32    |           |
| Votos en blanco                           | Votos en blanco            | 682    | 0,78    |           |
| Total de votos emitidos                   | Total de votos emitidos    | 86 946 | 100     |           |
| Fuente: Dirección del Registro Electoral. |                            |        |         |           |